# Grindsbyvattnet
Grindsbyvattnet är en sjö i Orusts kommun i Bohuslän och ingår i Göta älv-Bäveåns kustområde. Sjön är 9 meter djup, har en yta på 1,43 kvadratkilometer och är belägen 30,4 meter över havet. Sjön avvattnas av vattendraget Kleveån. Vid provfiske har bland annat abborre, björkna, braxen och gädda fångats i sjön. Grindsbyvattnet är en avlång sjö som sträcker sig från Myckleby kyrkby och norrut över gränsen till Torps socken. Den har två huvuddelar som förbinds av vad som närmast är ett sund.

## Delavrinningsområde
Grindsbyvattnet ingår i det delavrinningsområde (646192-126138) som SMHI kallar för Utloppet av Grindsbyvattnet. Medelhöjden är 55 meter över havet och ytan är 16,26 kvadratkilometer. Det finns ett avrinningsområde uppströms, och räknas det in blir den ackumulerade arean 30,16 kvadratkilometer. Avrinningsområdets utflöde Kleveån mynnar i havet. Avrinningsområdet består mestadels av skog (48 procent), öppen mark (17 procent) och jordbruk (24 procent). Avrinningsområdet har 1,61 kvadratkilometer vattenytor vilket ger det en sjöprocent på 9,8 procent.

## Fisk
Vid provfiske har följande fisk fångats i sjön:
- Abborre
- Björkna
- Braxen
- Gädda
- Löja
- Mört
- Sarv
- Sutare